# Parayasa affixa
Parayasa affixa är en insektsart som beskrevs av William Lucas Distant. Parayasa affixa ingår i släktet Parayasa och familjen hornstritar. Inga underarter finns listade i Catalogue of Life.